# 帰郷/お化けのロック
「帰郷／お化けのロック」（ききょう／おばけのロック）は、 1977年9月1日に発売された郷ひろみ23作目のシングル。

## 解説
ダブル表題曲のシングルでリリースされたが、レコード盤ではA面が「帰郷」、B面「お化けのロック」で分類されている。
2曲とも郷自身が主演したTBS系水曜劇場『ムー』のテーマとなった。
「お化けのロック」は悠木千帆から改名した樹木希林とのデュエット曲で、コミカルな振り付けが話題となった。ジャケットの裏面に振り付けが載っている。

## 収録曲
全曲　作詞:阿木燿子／作曲:宇崎竜童／編曲:萩田光雄
1. 帰郷（3分32秒）　郷ひろみ
2. お化けのロック（3分33秒）　郷ひろみ・樹木希林

## 他のアーティストによるカバー
お化けのロック
- ANNA（中村あゆみ & 相川七瀬）ミニアルバム『W』（2019年6月26日発売）に収録[1]。